# Tonghuifloden
Tonghuifloden eller Tonghui He (kinesiska: 通惠河) är ett vattendrag i Peking i Kina. Tonghuifloden flyter från östra Andra ringvägen i centrala Peking och öster ut längs Chang'anavenyn tills den vid östra Sjätte ringvägen förenas med Wenyufloden och övergår i Beiyunfloden (Norra kanalfloden).